# 长隆森林王国站
长隆森林王国站，位于中國广东省清远市清城区，為清远长隆磁浮旅游专线的终点站，於2025年1月25日啟用。

## 车站结构

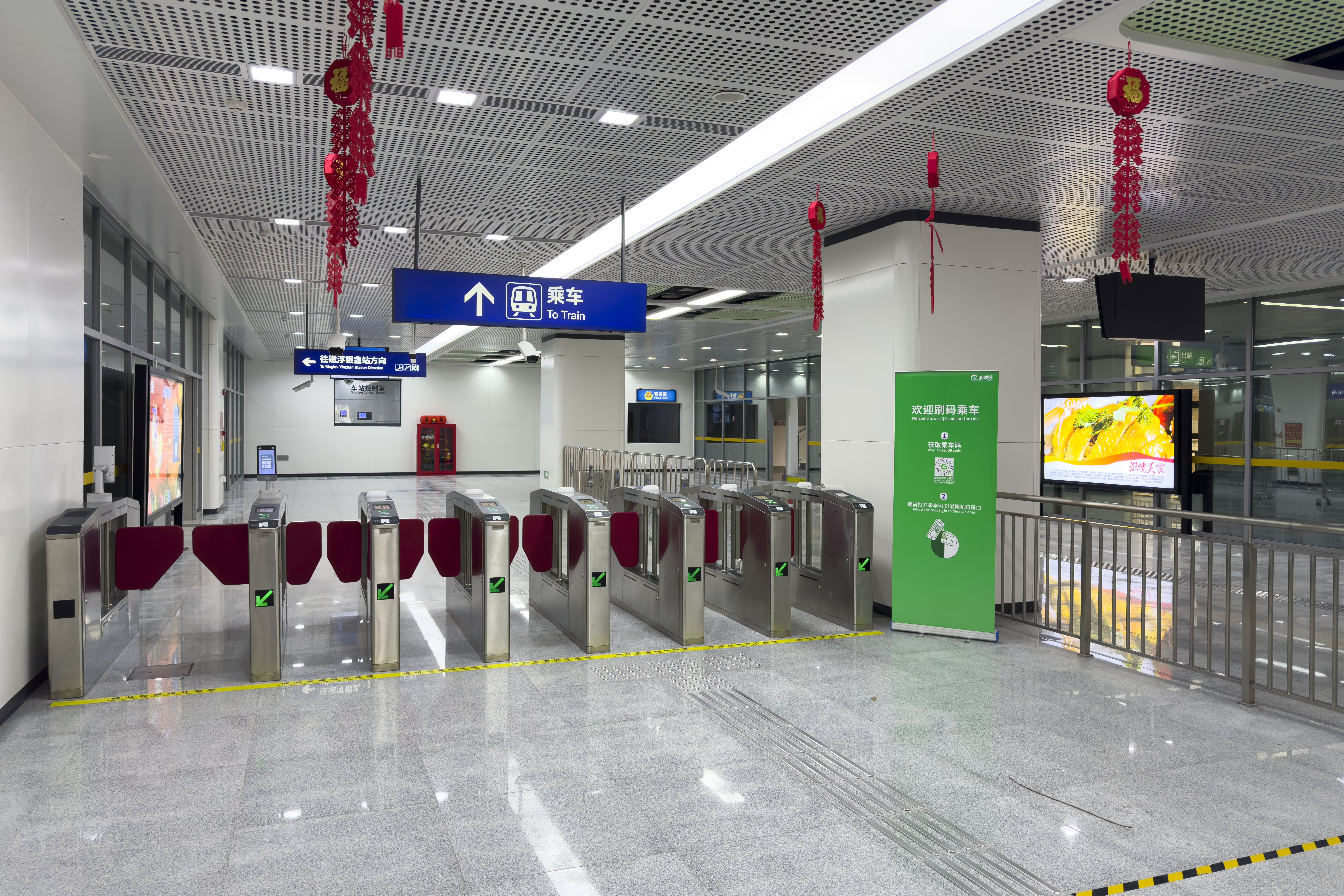
站厅

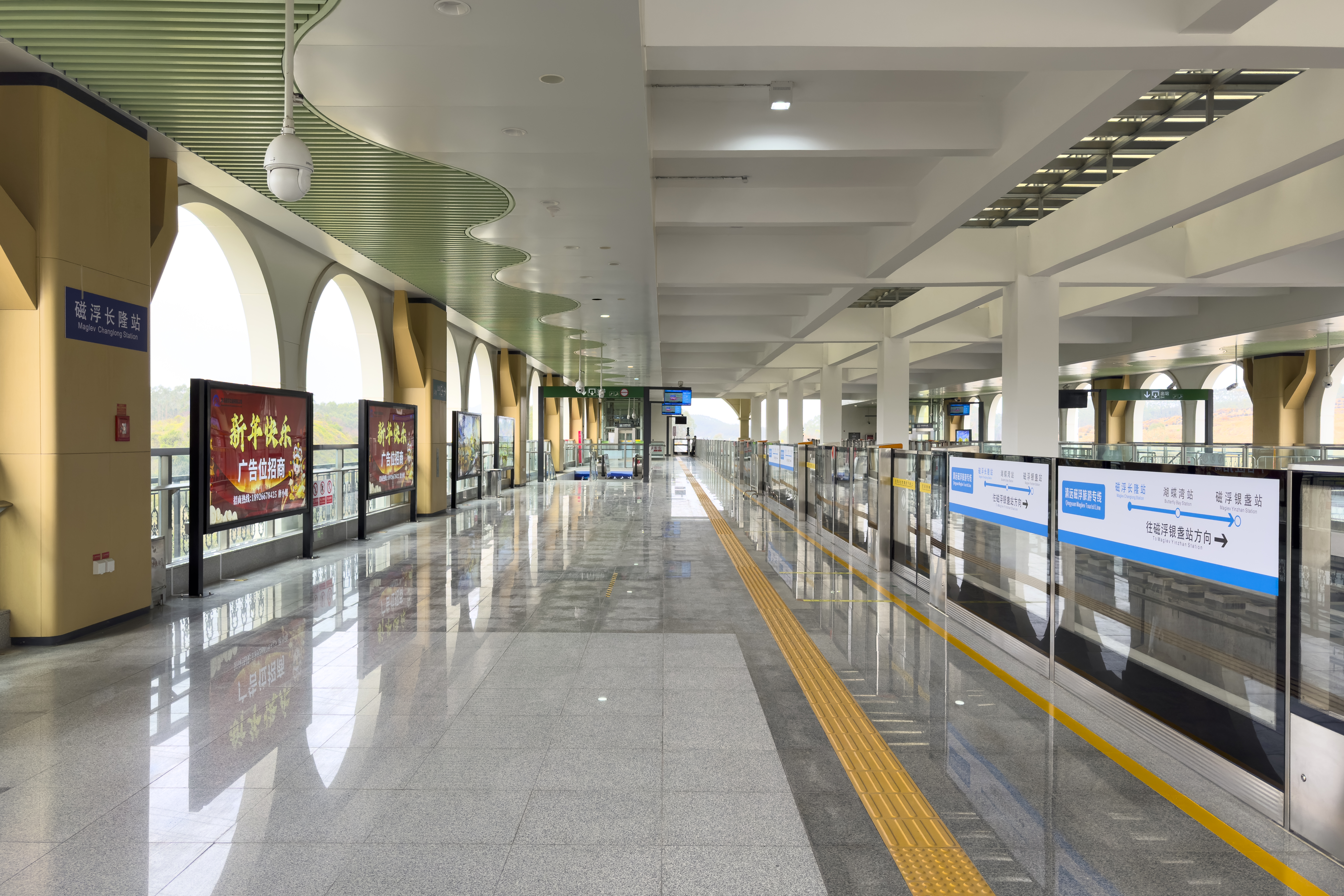
西侧站台

磁浮长隆站为三層侧式站台站。车站周边为清远长隆度假区路口。
| 地上三层 | 侧式站台 | 侧式站台                                          | 侧式站台 | 侧式站台 |
|          | 站台     | 清远长隆磁浮旅游专线 清远长隆方向（下站：蝴蝶湾） |          |          |
|          | 站台     | 清远长隆磁浮旅游专线 终点站台                     |          |          |
|          | 侧式站台 |                                                   |          |          |
| 地上二层 | 站厅     | 售票機、客服中心、警务室、安检设施                |          |          |
| 地面     | 出入口   |                                                   |          |          |

## 历史
2016年12月6日，清远市政府与中国铁建签订《旅游快线轨道交通项目合作框架协议》，宣布建设广东省首条中低速磁悬浮轨道。
2024年2月4日，线路举行试运营启动仪式。乘客由磁浮银盏站上车，乘车至磁浮长隆站后随即原车折返，中途不下车。运营方最初于2月5日和6日开放免费预约试乘，后延长试乘时间到2月24日至4月14日间的每个周末。
2025年1月25日，线路与清远长隆度假区一同开通运营。开通时名磁浮长隆站，同年7月21日更名为长隆森林王国站，突出与清远长隆森林王国景区的联系。

## 接駁交通
- 公交：长隆园区接驳巴士